# Kátia Tapety
Kátia Nogueira Tapety (Oeiras, 24 de abril de 1949), é uma política transexual brasileira. Foi a primeira transexual a se eleger para um cargo político no Brasil.

## Primeiros anos
Kátia é filha de uma tradicional família de políticos e até os dezesseis anos viveu praticamente escondida dentro de casa. Foi para a escola só até a terceira série do ensino fundamental e depois disso, seus pais a mantiveram reclusa.

## Carreira
Residente no município de Colônia do Piauí, distante 388 quilômetros ao sul de Teresina, a capital piauiense, ingressou no PFL pelo qual foi eleita vereadora em 1992, 1996 e 2000 (sempre em primeiro lugar) filiando-se a seguir ao PPS, então partido de Ciro Gomes, seu ídolo político.
Foi também presidenta da Câmara Municipal, no biênio 2001-2002. Em 2004, foi eleita vice-prefeita na chapa de Lúcia de Moura Sá. A candidatura de ambas contou com 62,13% dos votos, dos 5.417 eleitores da pequena cidade.
Nas eleições de 2008 e 2020, candidatou-se novamente a vereadora, obtendo apenas a suplência.

## Vida pessoal
Negra e travesti, o sonho da política era ter sua união marital legalizada, já que vive com um companheiro e duas crianças, uma adotiva e outra de um relacionamento anterior ao atual. O documentário Kátia, de Karla Holanda, aborda a vida de Kátia Tapety. A informação sobre o longa-metragem veio à tona através da coluna da jornalista Mônica Bergamo, publicada na Folha de outubro de 2010.